# Vladimír Rozmara
Vladimír Rozmara (* 21. července 1881 Praha – 22. března 1942 koncentrační tábor Osvětim) byl stavebním inženýrem, podplukovníkem prvorepublikové československé armády a činovníkem Československé obce sokolské (ČOS). 

## Život
Dne 20. března 1935 byl podplukovník stavební Ing. Vladimír Rozmara zařazen do 3. podskupiny (materiální) v rámci vzniklého výkonného orgánu (Ředitelství opevňovacích prací), který měl na starosti vlastní realizaci československého vojenského opevnění v terénu. Po nastolení protektorátu (po 15. březnu 1939) během jara a léta 1939 byla československá armáda rozpuštěna a členové důstojnického sboru byli využíváni k práci na různých pozicích v protektorátních organizacích či firmách jako úředníci ve službách německého okupačního řídícího aparátu. V Československé obci sokolské zastával Vladimír Rozmara funkci náměstka starosty sokola Královské Vinohrady a byl též starostou Sokolské župy StředočeskéJ–Jana Podlipného. Byl též dlouholetým členem předsednictva ČOS. Jako sokolský činovník byl za protektorátu účastníkem domácího sokolského protiněmeckého odboje (II. odboj). Dne 8. října 1941 byl v rámci rozsáhlé, systematické Akce Sokol, zacílené na činovníky ČOS na teritoriu celého protektorátu, zatčen gestapem. V policejní věznici gestapa v Malé pevnosti Terezín byl držen až do 15. ledna 1942, kdy byl deportován do koncentračního tábora Osvětim, kde byl 22. března 1942 umučen.

Vězeňská identifikační trojfotografie Vladimíra Rozmara (vězeň číslo 25 554) v Osvětimi
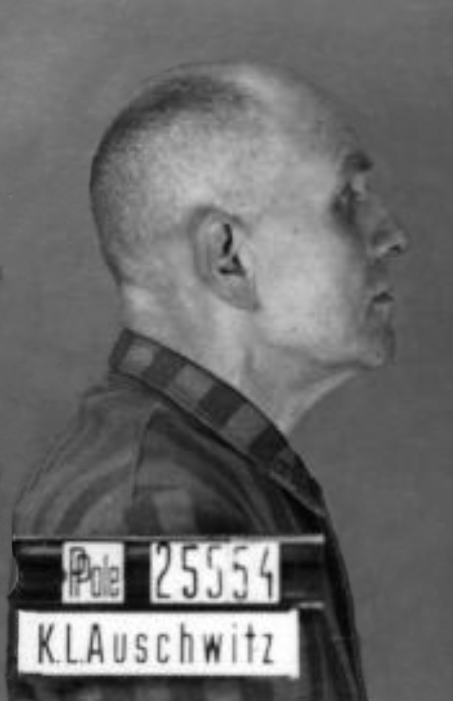
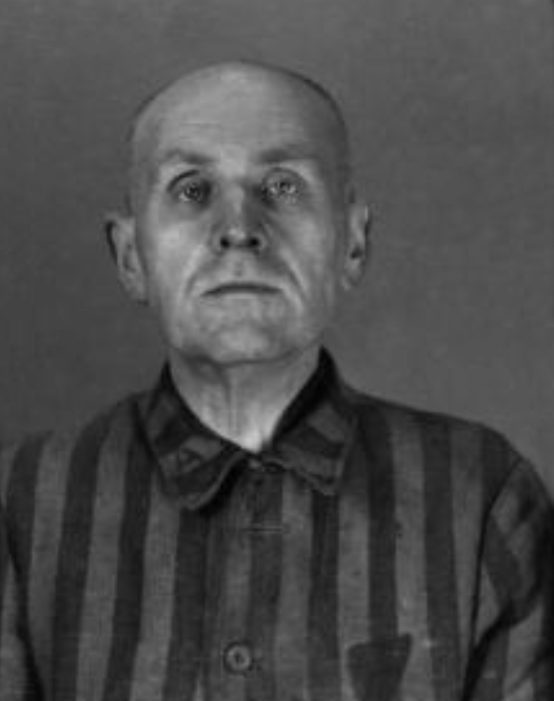
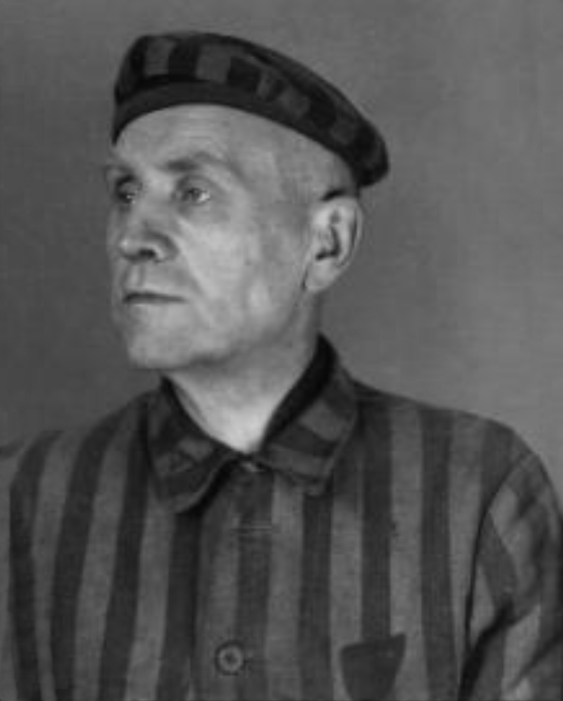

## Připomínka
Jeho jméno je uvedeno na pamětní desce v pražském Tyršově domě. Na desce je nápis: „NA PAMĚŤ ČLENŮ ÚSTŘEDÍ ČOS, / KTEŘÍ PŘINESLI V LETECH 1939 – 1945 / OBĚŤ NEJVYŠŠÍ // ... následuje výpis jmen ... ING. VLADIMÍR ROZMARA *28.7.1888 +27.3.1942 OSVĚTIM .... “